# Pantydia australiae
Pantydia australiae là một loài bướm đêm trong họ Erebidae.